# Переможець Амур
Переможець Амур або Переможець Амур між атрибутами війни і миру( англ. Triumphant Cupid among Emplems of Art and War) —  декоративна картина, яку створив фламандський художник Томас Віллібортс Босхарт (1613 — 1654).

## Опис твору
Мистецтво бароко полюбляло алегорії. Алегорія в людській подобі дозволяла в візуальній формі відтворити як конкретні, так і які завгодно абстрактні категорії чи поняття. Алегоріями могли бути — Математика, Справедливість, Любов чи сумнівні переваги впливової політичної особи, яку бажали улестити.
Серед поширених алегорій в Італії  17 століття — Амур переможець. Генетично алегорію кохання в Італії вели від латиського прислів'я  Amor Vincit Omnia - Кохання перемагає все. Радісну, надзвичайно сміливу для доби композицію на тему «Амур-переможець» створив у 1603 році навіть похмурий Караваджо, схильний до драматичних, а не до радісних тем. Картина стала окрасою картинної галереї римського банкіра і мецената Караваджо — Вінченцо Джустініані. Скандально сміливу картину знали і художники Фландрії, активні діячі і розробники стилістики бароко в європейському мистецтві. Їх однаково зацікавили і оголена натура, і конкретний натюрморт понизу композиції Караваджо.

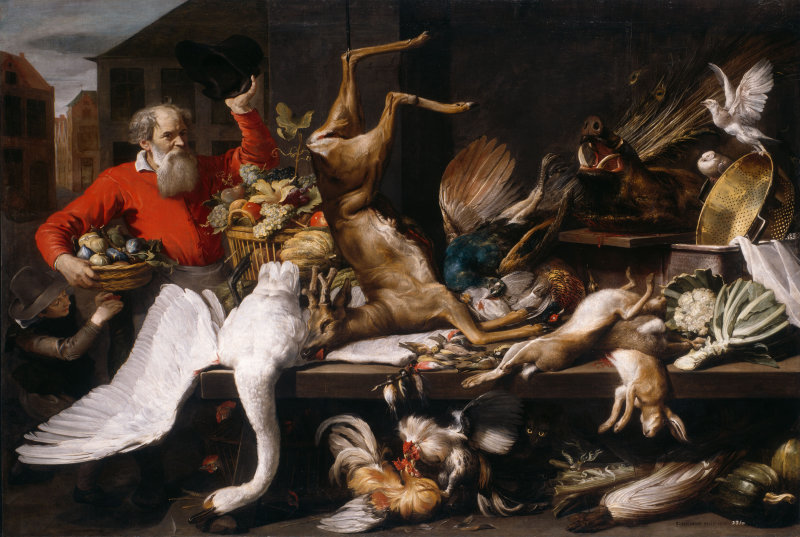
Франс Снейдерс. Крамниця з дичиною і фруктами. Художній інститут Чикаго.

Власний варіант подібної композиції створив і антверпенський художник Томас Віллібортс Босхарт. Він творчо переробив знахідки уславленого італійця, відмовившись і від темних кольорів, і від вертикальної композиції, і від пристрасних почуттів попередника. Перед нами - розкішна, горизонтально видовжена і суто декоративна композиція  на модну тему. Вона не зачепить сильно уяву, не дуже натисне на релігійні і сором'язливі  почуття глядача-вірянина. Вона лише здатна прикрасити палацову стіну чи кабінет багатого прихильника мистецтв. Чорнявий хлопець Караваджо в композиції  Босхарта стає білявим, а його оголеність чемно прикриває багата червона драперія. Алегорична постать відсунута вбік, а головне місце в картині належить майстерно створеному натюрморту. Митець з Антверпена, що співпрацював з майстром натюрмортів Франсом Снейдерсом, наблизився в картині до снейдерсових крамниць з овочами и дичиною, які замінив на атрибути війни і миру. Атрибути миру уособлюють - наукові і музичні інструменти.  Не забув художник і про палітру, яку розмістив поряд з ногами Амура. Загрозливі атрибути війни уособлюють парадні лицарські обладунки рідкісної краси і руїни якоїсь споруди, а також уламок велетенської, можливо, античної скульптури. 
Караваджо прожив недовге, насичене неприємними пригодами і тяжкою працею життя, що трагічно обірвалося на 38 році. На відміну від Мікеланджело Буонарротті, він не бачив, що стає засновником нового стилю. Йому було не до того. Бо неприємний плин трагічних подій пришвидшився настільки, що було не до споглядань. Караваджо не мав міцної художньої освіти і творив себе як художника - сам. Караваджо - автодидакт за малим чи великим рахунком. Караваджо навчався у природи, у суворої до нього реальності. Тому так багато простонародних типів в його картинах. Тому майже нема портретів аристократів, фресок в палацах і пейзажів. Але навіть недоліки освіти і майстерності Караваджо стануть його перевагами. Він не співвідносив свої твори з вимогами аристократичного «Величного стилю», а наповнював їх справжніми почуттями демократичного, народного оточення, почуттями, які добре знав і сам. Тому такий справжній відчай у апостола в «Поцілунку Юди», тому така щира несподіванка в «Обиранні Христом апостола Матвія», тому такий сум і скорбота в «Покладанні у гроб», бо ховають найкращого і незамінного, якому б ще жити на радість громади.
Караваджо - великий реаліст. Але він ніколи не був караваджистом. Ті розкрадали його знахідки, його композиції, облегшували і емоційне навантаження, і сутність трагічних образів. Одним з розкрадачів сміливих знахідок Караваджо став і майстерний художник з Антверпена.